# Borderline (canção de Tame Impala)
"Borderline" é uma canção do projeto de música psicodélica australiano Tame Impala. É a terceira faixa do álbum de estúdio The Slow Rush, lançado em 2020, e foi lançada como single em 12 de abril de 2019 pela Modular Recordings. A música foi escrita por Kevin Parker, que tocou todos os instrumentos e fez os vocais. Influenciada pelo yacht rock e disco, as letras exploram o niilismo e a insegurança. A canção foi apresentada pela primeira vez durante a performance da banda no Saturday Night Live em 30 de março; Parker improvisou grande parte da letra inicial, uma vez que ainda não as havia finalizado.
O lançamento do single em 2019 antecedeu qualquer detalhe sobre o álbum ‌The Slow Rush‌, que foi adiado até 2020. Parker retrabalhou a música para sua inclusão no álbum, fazendo mudanças musicais e líricas. Ele revelou que alterou a música principalmente porque percebeu que a linha de baixo não era proeminente o suficiente. Após o lançamento do álbum, a versão single de "Borderline" – lançada anteriormente – foi removida de todos os serviços de streaming.

## Produção
Após passar um longo tempo trabalhando no terceiro álbum do Tame Impala, Currents (2015), Kevin Parker decidiu ser afastar do perfeccionismo e buscar mais espontaneidade, acrescentando que se ele "encontrar algo que soa bem, deveria simplesmente fazer aquilo e não pensar muito sobre". "Borderline" foi lançada como single em 2019, mas foi retrabalhada e relançada por diversas razões. Uma delas, segundo Parker, foi que ele acidentalmente deixou a linha de baixo muito silenciosa. Ele também queria mudar alguns outros elementos da música, já que havia sido pressionado a lançá-la prematuramente. Ele elaborou: "A forma como eu descrevo é que agora ela soa como eu estava ouvindo quando a lancei pela primeira vez. Para mim, a bateria soava muito mais impactante. E eram apenas coisas que eu podia ouvir na música que eu não percebi que mais ninguém podia, por exemplo, a linha de baixo, que era apenas um exemplo de falta de perspectiva quando você está trabalhando em uma música, ou em qualquer coisa que alguém esteja trabalhando. Você perde a perspectiva, o que também é bom, é meio bonito você não ter ideia do que está fazendo."

## Lançamento e promoção
O Tame Impala apresentou a canção pela primeira vez durante uma apresentação no Saturday Night Live em 30 de março de 2019. Como a música ainda não havia sido lançada, Parker improvisou algumas letras que foram alteradas posteriormente. Mais tarde, ele anunciou o lançamento da música pelo Instagram, postando a capa com a legenda "Sexta-feira".

## Recepção da crítica
Mencionando a performance da banda no Saturday Night Live, a Music Feeds chamou a canção de "um relaxante lounge groovado e de dar vontade de bater o pé".  A rádio australiana Triple J a classificou em 18.º lugar na Triple J Hottest 100 de 2019.

## Ficha técnica
- Kevin Parker – vocais, instrumentos, produção, mixagem, engenharia de som
- Dave Cooley – masterização

## Desempenho nas paradas musicais
| Parada musical (2019-2020)                    | Melhor posição |
| --------------------------------------------- | -------------- |
| Austrália (ARIA)                              | 58             |
| Estados Unidos (Hot Rock & Alternative Songs) | 3              |
| Irlanda (IRMA)                                | 63             |
| Nova Zelândia (Recorded Music NZ)             | 17             |
| Portugal (AFP)                                | 96             |
| Reino Unido (UK Singles)                      | 78             |

| Parada musical (2019)           | Posição |
| ------------------------------- | ------- |
| Estados Unidos (Hot Rock Songs) | 57      |

## Certificações
| Região                                                        | Certificação | Unidades/Vendas certificadas |
| ------------------------------------------------------------- | ------------ | ---------------------------- |
| Austrália (ARIA)                                              | Platina      | 70 000‡                      |
| Estados Unidos (RIAA)                                         | Platina      | 1 000 000‡                   |
| Polónia (ZPAV)                                                | Ouro         | 25 000‡                      |
| Portugal (AFP)                                                | Ouro         | 5 000‡                       |
| Reino Unido (BPI)                                             | Ouro         | 400 000‡                     |
| ‡números de vendas+streaming baseados apenas na certificação. |              |                              |